# 寺内たけしのオールナイトニッポン
『寺内たけしのオールナイトニッポン』（てらうちたけしのオールナイトニッポン）は、ニッポン放送の深夜番組、オールナイトニッポンで放送されていたラジオ番組。
パーソナリティは当時ニッポン放送アナウンサーだった寺内たけし（寺内壮）。放送枠は、1987年10月6日から1988年9月27日までは火曜2部（毎週火曜日深夜27:00～29:00（水曜日未明3:00～5:00））、1989年10月9日から1990年12月17日7までは月曜2部（毎週月曜日深夜27:00～29:00（火曜日未明3:00～5:00））。

## 概要
1987年10月、当時ニッポン放送の若手アナウンサーだった寺内たけしが、上柳昌彦（月曜2部、1983年4月 - 1986年4月）以来1年6か月ぶりに局のアナウンサーパーソナリティとしてオールナイトニッポン（火曜2部）に登場した番組である。放送第1回目には、かつて寺内自身がアミューズでマネージャーを務めていた桑田佳祐をゲストに迎えた。
番組スタート当初は日本のロック音楽を多く紹介してオンエアする番組として放送。当時のCBSソニー出版（現・エムオン・エンタテインメント）の音楽雑誌『PATi PATi』（パチパチ）に因んで「ラジオのPATi PATi」、通称「ラジ・パチ」の番組を宣言し、これにより本番組の情報がPATi PATiの情報ページ『パチ・パチ・ランド』にて掲載されるようになった。この当時、本番組のジングルは桑田佳祐、THE ALFEE、大江千里が製作したオリジナルのものが流れていた。1988年2月7日（日曜日）には本番組初の公開録音を、KAN、the Shamröck、JAG-TOYを迎えて行った（この模様は1988年2月9日深夜に放送）。
1988年4月から路線変更し、「とにかく寺内たけしを有名にする」を主なコンセプトとした番組にリニューアルし、コーナーもこのコンセプトに沿った内容のものに変更となった。この番組で「目指せ1000人斬り! オールナイトニッポン火曜第2部パーソナリティ＜ニッポン放送正社員＞ 私が寺内たけしです ＜気軽に声をかけて下さい＞」と書かれた大きな持ち看板を作成。これを発案したのは火曜2部時代のディレクターだった安岡喜郎である（最初は背中に名前が入ったジャンパーにしようと寺内が発案したが、それではインパクトが弱いということになり看板になったという）。ただ、このリニューアルに対し、1988年4月頃は日本のロックを楽しみにしていたリスナーからの抗議のはがきが多かったという。しかし、かける曲は火曜2部時代、月曜2部時代通して主に日本のロックの曲だった。なお、火曜2部時代の後期には、当時ラジオデビューしたばかりの伊集院光が笑い役として出演しており、本番組においては『壁』と呼ばれていた（伊集院は本番組終了後の1988年10月から、水曜2部（水曜深夜3時）でオールナイトニッポンパーソナリティとなった）。
火曜2部での終了から1年置いて、1989年10月、月曜2部で再スタート。月曜2部時代は番組内でバンドを組んでセッションをしたり、リスナーと電話をつないでトークや遊びをしたりと、寺内自身が面白いと思ったことを遊び感覚で即座に実践すると言った放送を展開していた。なお、月曜2部の第1回放送の中で、前任パーソナリティの辻仁成の第13回すばる文学賞受賞を発表し、祝福した。

## 主なコーナー

### 火曜2部時代

#### 1987年10月 - 1988年3月 (前期)
BACK TO THE '70s
- 当時活躍中だったアーティストが1970年代に聴いていた音楽を紹介し、彼らのルーツを探った[7]。

浜田省吾の追っかけコーナー
- 1988年1月スタート。浜田省吾に特化し、浜田の情報をどこよりもいち早く伝えていた[8]。

#### 1988年4月 - 1988年9月 (後期)
※1988年4月以降のリニューアル後のコーナー。
目指せ!テレフォンショッキング
- これに出れば有名人の証明と言われたフジテレビの番組『笑っていいとも!』のコーナー『テレフォンショッキング』に出演するために、リスナーから寄せられたその作戦案を紹介[2]。

街で見かけた寺内たけし
- 大きな看板を持って満員電車に乗ったりコンサート会場に入ったり、様々な所に出没していた寺内の様子を、それを見かけたリスナーがレポートしていた[2]。

寺内たけしと学校へ行こう
- 1988年5月中旬頃スタート。大きな看板を持った寺内と一緒に学校へ登校したいリスナーを募集。これの第1弾が行われたのは1988年5月11日。この事前に専門学校に通う女性リスナーに番組の生放送中に電話をかけて、待ち合わせ場所を渋谷駅前のハチ公像前に決め、当日は待ち合わせ時間の午前9時に寺内とこの女性リスナー、そして放送を聴いて集まって来た12人ほどのリスナーと通っている専門学校まで一緒に“行進”。この道中でも寺内はマイクで「私が寺内たけしです」という呼びかけを欠かさなかった[2]。

### 月曜2部時代
ムナニー
- 西暦などの語呂合わせでおかしな記憶法を紹介。下ネタが主というコーナーだった[5]。
他